# Whitechapel (album)
Whitechapel är det amerikanska death metal-bandet Whitechapels fjärde studioalbum, utgivet 15 juni 2012 av skivbolaget Metal Blade Records. Två musikvideor för låtar från albumet släpptes, "I, Dementia" och "Possibilities of an Impossible Existence".

## Låtlista
1. "Make It Bleed" – 4:12
2. "Hate Creation" – 3:29
3. "(Cult)uralist" – 3:42
4. "I, Dementia" – 4:43
5. "Section 8" – 4:26
6. "Faces" – 3:12
7. "Dead Silence" –4:38
8. "The Night Remains" – 2:58
9. "Devoid" (instrumental) – 2:50
10. "Possibilities of an Impossible Existence" – 4:00

## Medverkande
Musiker (Whitechapel-medlemmar)
- Phil Bozeman – sång
- Ben Savage – gitarr
- Alex Wade – gitarr
- Gabe Crisp – basgitarr
- Zach Householder – gitarr
- Ben Harclerode – trummor

Bidragande musiker
- Ben Eller – sologitarr (spår 4, 6)

Produktion
- Whitechapel – producent
- Mark Lewis – producent, ljudtekniker, ljudmix
- Alan Douches – mastering
- Aaron Marsh – omslagsdesign, omslagskonst